# Mysella planulata
Mysella planulata is een tweekleppigensoort uit de familie van de Montacutidae. De wetenschappelijke naam van de soort is voor het eerst geldig gepubliceerd in 1851 door Stimpson.